# اليوم الدولي للتضامن الإنساني
اليوم العالمي للتضامن الإنساني International Human Solidarity Day (IHSD)، الذي يتم الاحتفال به في 20 ديسمبر، هو يوم وحدة سنوي دولي للأمم المتحدة والدول الأعضاء فيها. هدفها الرئيسي هو الاعتراف بالقيمة العالمية للتضامن من خلال توعية الدول الأعضاء بالأهداف والمبادرات العالمية للحد من الفقر وصياغة استراتيجيات الحد من الفقر للدول المستقلة في جميع أنحاء العالم ومشاركتها. يتم الترويج لليوم العالمي للتضامن الإنساني من قبل صندوق التضامن العالمي وبرنامج الأمم المتحدة الإنمائي، والتي تركز على تحقيق الأهداف المحددة للقضاء على الفقر في جميع أنحاء العالم. يمكن للفرد المشاركة أو الاحتفال باليوم إما من خلال المساهمة في التعليم أو مساعدة الفقراء أو المعوقين جسديًا أو عقليًا. وبدلاً من ذلك يتم تشجيع الحكومات على الاستجابة للفقر والحواجز الاجتماعية الأخرى من خلال أهداف التنمية المستدامة.

## خلفية تاريخية
تم تحديد اليوم العالمي للتضامن الإنساني بموجب إعلان الألفية للأمم المتحدة الذي يحدد الحقوق المدنية والسياسية للفرد في العصر الحديث من خلال إقامة علاقات خارجية بين الدول الأعضاء والأمم المتحدة  وقد تم تقديمه من قبل الجمعية العامة خلال عام 2005 العالمي . القمة  والتي تأسست رسمياً في 22 ديسمبر 2005 بموجب القرار 60/209، الذي اعترف بالتضامن كقيمة أساسية وعالمية . وفقا للأمم المتحدة، اليوم العالمي للتضامن الإنساني هو
- يوم للاحتفال بوحدتنا في التنوع
- يوم لتذكير الحكومات باحترام التزاماتها بالاتفاقيات الدولية
- يوم لتوعية الجمهور بأهمية التضامن
- يوم لتشجيع النقاش حول سبل تعزيز التضامن لتحقيق أهداف التنمية المستدامة بما في ذلك القضاء على الفقر
- يوم عمل لتشجيع المبادرات الجديدة للقضاء على الفقر.[5]

## روابط خارجية
- الموقع الرسمي
- الأيام الدولية - مناسبات الأمم المتحدة
- Journées Nationales, Internationales et Mondiales, le calendrier
- احتفالات ومناسبات الأمم المتحدة